# Aspidifrontia corticea
Aspidifrontia corticea là một loài bướm đêm trong họ Noctuidae.